# Vad ej något öga sett
Hwad ej något öga sett är en psalmsångstext författad av Albert M. Johansson. Psalmen har fyra verser och sjungs till samma melodi som sången O, hur skönt att prisa Gud!.

## Publicerad i
- Nr 2 i Turturdufvans röst med titeln "Ljusglimtar".